# Distrito de Monthey
O Distrito de Monthey é um dos 14 distritos do Cantão suíço do Valais, e que tem como capital a própria cidade de Monthey. Neste distrito do Valais, a língua oficial é o francês.
Segundo o censo de 2010, o distrito ocupa uma superfeicie de 256,72 km2, tem uma população total de 40 766 hab. o que faz uma densidade de 158,8 hab/km2. O distrito é  constituído por 9 comunas .

## Imagens

Bandeira do Cantão do Valais
Armas de Monthey
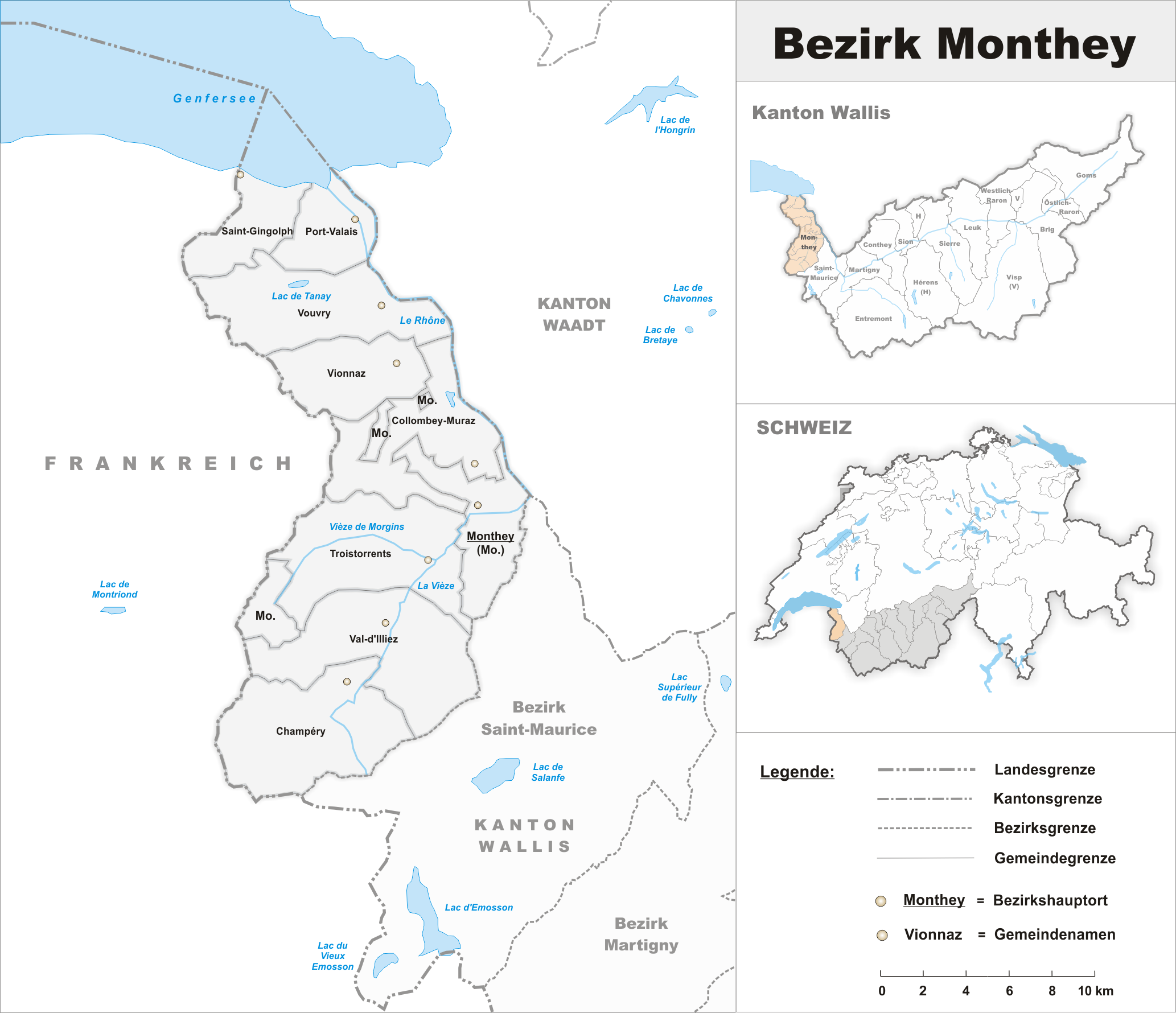
Distrito de Monthey

## Comunas
O Distrito Hérens e as suas 9 comunas:
| No OCS | Comunas         |
| ------ | --------------- |
| 6151   | Champéry        |
| 6152   | Collombey-Muraz |
| 6153   | Monthey         |
| 6154   | Port-Valais     |
| 6155   | Saint-Gingolph  |
| 6156   | Troistorrents   |
| 6157   | Val-d'Illiez    |
| 6158   | Vionnaz         |
| 6159   | Vouvry          |